# 제주 비양도 호니토
제주 비양도 호니토는 비양도 북쪽 해안의 용암기종군으로 대한민국의 천연기념물 439호로 등록되어 있다.

## 위치
비양도 북쪽 해안에 발달하는 용암기종은 속칭 ＇애기업은 돌＇로 불린다. 바위들 중 가장 눈에 띄는 것은 '애기 업은 돌'이라 불리는 수형암맥(樹形岩脈)이다. 이들은 마그마가 측면으로 분출된 이후에 지하 용암류 내부의 가스가 배출될 때 만들어진 높은 압력이 액체 용암을 밖으로 밀어올린 결과인데 용암류 내부의 가스가 분출되는 과정에서 만들어진 암맥을 호니토(hornito)라고 부르고 있다.
비양도의 호니토는 그 희귀성을 인정받아 천연기념물 제 439호(제주 비양도 호니토)로 지정되었다. 비양도는 화산 박물관이라 할 만하다. 호니토(hornito)를 비롯하여 화산성 염습지(펄랑), 화산탄, 시스텍, 분석구(스코리아콘) 등이 발달해 있다. 지질 구조를 보면, 용암 분출에 의해 형성된 비양봉 조면현무암과 스코리아(송이) 분출에 의해 형성된 비양봉 분석구로 구성돼 있다.

## 현무암 용암
비양도의 현무암 용암 내부에 발달하는 가스들이 배출되면서 형성되는 구조로 내부가 비어있는 관통상 구조를 가진다. 일대에 대표적인 것은 높이 약 3m에 이르는 것이 있고, 그 이외에도 작은 규모의 것들이 다수 산재하고 있다. 블리스터(Blister)라고도 불리며 화산지역에서 용암과 지하수에 의해 발생하는 수증기 혹은 가스를 많이 함유하는 화산암이 만드는 구조로 제주도내에서 이렇게 굴뚝모양으로 몸체가 드러나 있는 것은 흔하지 않다.
비양도는 1002년, 1007년 화산활동에 의해 형성된 섬으로 한국에서 유일하게 화산활동 시기가 기록되어 있고 비양도 북쪽 해안의 용암기종군은 규모와 산출 상태가 다른 곳에서 볼 수 없는 현상으로 학술적 가치가 높아 2004년부터 제주도 환경영향평가 심의위원회에서는 천연기념물로 지정된 호니토와 화산탄 등의 지질학적 보존가치를 인정하고 있다.

## 같이 보기
- 비양도
- 호니토

## 참고 자료
- 제주 비양도 호니토 - 국가유산청 국가유산포털
- 비양도 용암기종 보관됨 2007-09-29 - 웨이백 머신 - 남북의 천연기념물
- 비양도 용암기종 - 문화재청